# VE 8

Dessin vectoriel du VE 8.

Le Véhicule Expérimental (VE) 8 est une ogive inerte d'essais française du Programme d'études balistiques de base, aussi dit « Programme Pierres précieuses ». Pesant 360 kg, elle est une maquette des futures bombes atomiques qui équiperons les Mirage IV. Tous les VE 8 été largués depuis le bombardier Vautour IIB de numéro de série 602. Le VE 8 évoluera par la suite en VE 9, avec l'ajout d'une case à équipement et d'un propulseur SEPR 732, utilisé comme booster du missile sol-air SE4400. La structure interne, l'enveloppe externe et le cône sont fabriqués à Cannes. Le VE 8 figura sur une grande partie des fusées du programme.